# Список генеральних консулів КНР у Карачі
Нижче наведений список генеральних консулів Китайської Народної Республіки в Карачі, Пакистан.

## Список

### З 1966
16 травня 1966 року між урядами КНР та Пакистану було досягнуто домовленості про заснування Генерального консульства в Карачі, а 5 серпня воно було офіційно відкрито.
| Генеральний консул | Дата призначення | Дата вступу на посаду | Дата звільнення |
| ------------------ | ---------------- | --------------------- | --------------- |
| Юань Сін ху        | Серпень 1966     |                       | Вересень 1971   |
| Мяо Цзюжуй         | Вересень 1971    |                       | Червень 1977    |
| Ван Цзінжун        | Червень 1977     |                       | Вересень 1981   |
| Ван Дісань         | Грудень 1981     |                       | Лютий 1986      |
| Хе Чжанмін         | Березень 1986    |                       | Березень 1991   |
| Чжан Чженьжуй      | Березень 1991    |                       | Червень 1994    |
| Ван Сюцай          | Червень 1994     |                       | Серпень 1997    |
| Ань Ціґуан         | Вересень 1997    |                       | Листопад 1999   |
| Цзян Ціньчжен      | Грудень 1999     |                       | Червень 2000    |
| Лінь Шанлінь       | Серпень 2000     |                       | Грудень 2002    |
| Сунь Чуньє         | Лютий 2003       |                       | Січень 2007     |
| Чень Шаньмінь      | Лютий 2007       |                       | Березень 2010   |
| Чжан Цзяньсінь     | Квітень 2010     |                       | Лютий 2013      |
| Ма Яоу             | Червень 2013     | 20 червня 2013        | Серпень 2016    |
| Ван Юй             | Вересень 2016    |                       | Вересень 2019   |
| Лі Біцзянь         | Грудень 2019     | 27 грудня 2019        |                 |